# Rae Sremmurd
Rae Sremmurd er en amerikansk hip hop-duo bestående af to brødre, (Swae Lee) og (Slim Jimmy) Brown, der stammer fra Tupelo, Mississippi. De er bedst kendt for singlerne "No Type", der har ligget på 16. pladsen på US Billboard Hot 100, "No Flex Zone", "Swang" og "Black Beatles" - hvor "Black Beatles" er blevet en mainstream succés på grund af "The Mannequin Challenge", som gik viralt i hele verden.
De har udgivet albummene SremmLife, SremmLife 2 og SR3MM